# شهرستان سیمکو
شهرستان سیمکو (به انگلیسی: Simcoe County) یک شهرستان و شهرداری upper-tier در کانادا است که در انتاریو واقع شده‌است.

## خصوصیات
شهرستان سیمکو ۲۷۷٬۶۱۴ نفر جمعیت دارد.